# The Swan (Theater)

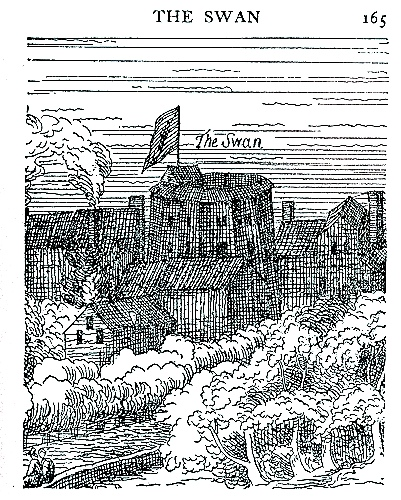
Das Äußere des Swan: ein Detail von einer alten Panoramakarte Londons

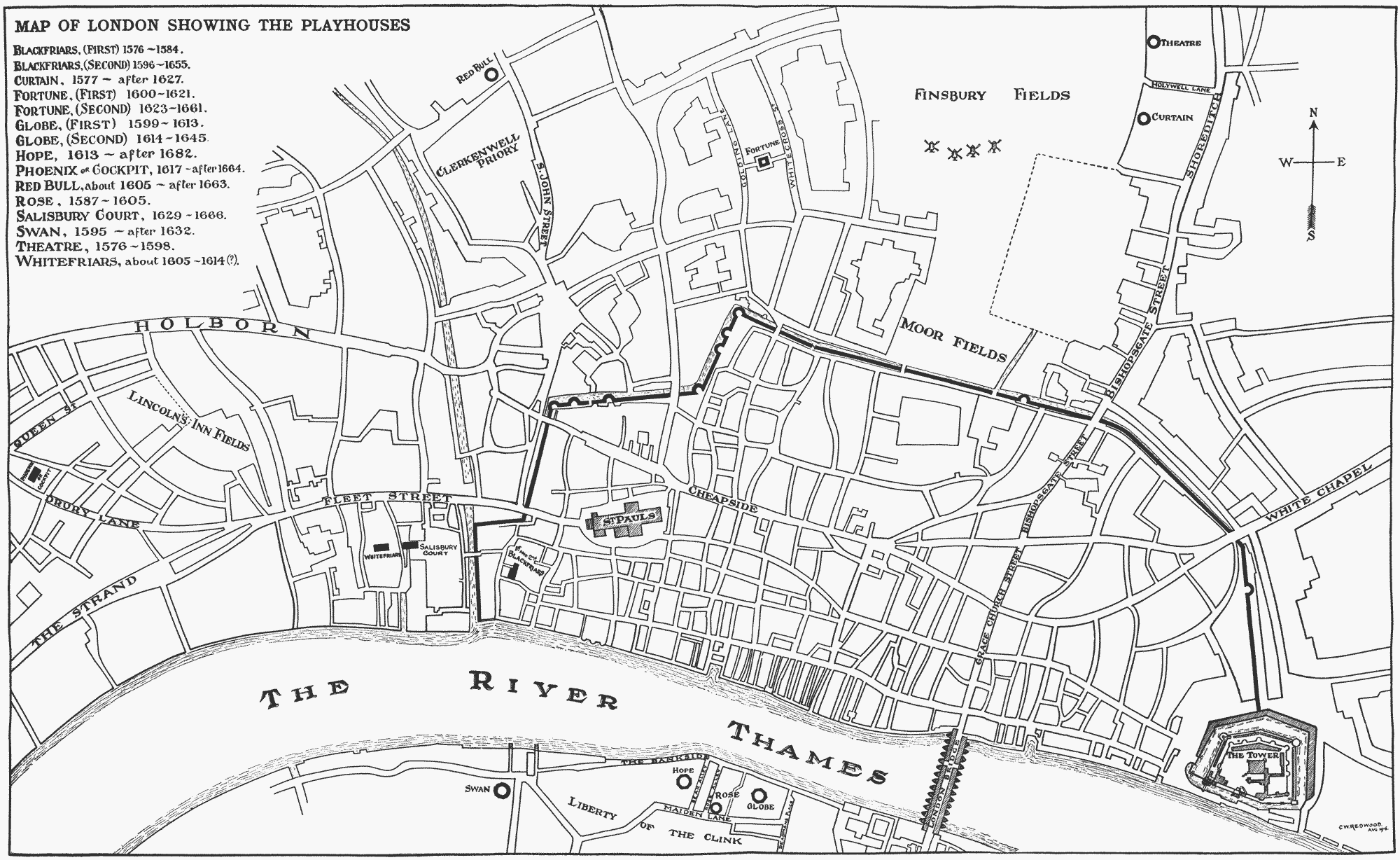
The Swan befindet sich auf dieser Karte in der Mitte unten

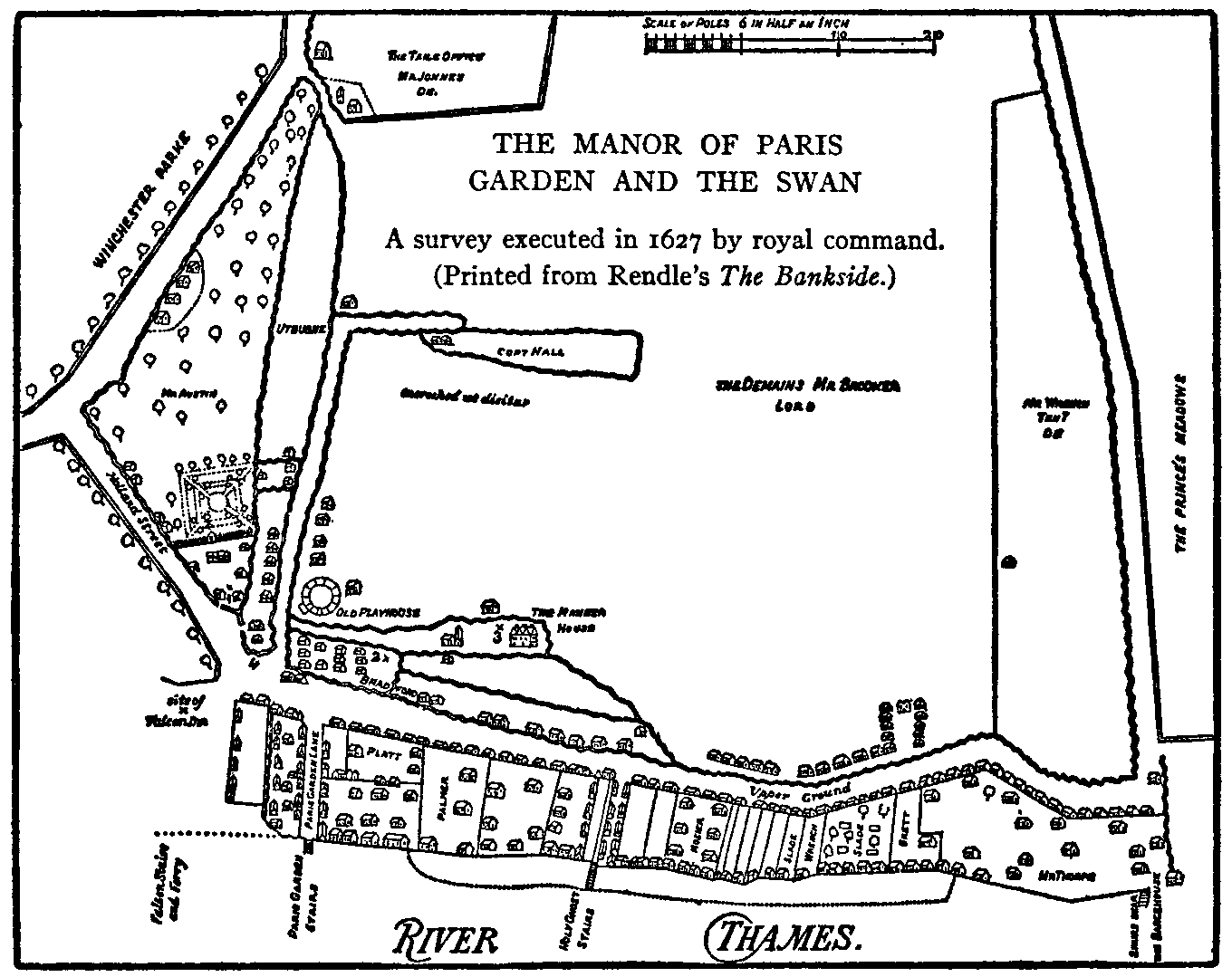
Paris Garden, Bankside, worin die Position des Swan ersichtlich ist

The Swan (deutsch: Der Schwan) war ein 1595 erbautes Theater in Southwark, London, England. Es war das fünfte einer Serie neu errichteter Theaterhäuser in London. Nach James Burbages The Theatre (1576), dem Curtain Theatre (1577), dem Newington Butts Theatre (1575–1577) und Philip Henslowes Rose (1587–1588).
Das Swan befand sich nahe einem Herrenhaus („manor“) im Liberty of Paris Garden (heute nicht mehr als eigenständige Gemarkung existierend), auf dem Bankside-Distrikts von Southwark, nahe der heutigen Blackfriars Railway Bridge und gegenüber der City of London, 120 m vom Themseufer entfernt.

## Vorgeschichte
Francis Langley, ein Londoner Stoffprüfer und Kredithai, der von 1548 bis 1602 lebte, war ein umtriebiger Unternehmer. William Ingram, Langleys Biograf, erklärt, dass Langley 1589 das heruntergekommene Herrenhaus und Grundstück von Paris Garden für 850 Pfund von seinem ehemaligen und verschuldeten Besitzer Thomas Cure, einem Sattler des Hofes, erworben hat. Das Grundstück, einst Teil der Besitzungen des Templerklosters von Bermondsey, kam nach der Auflösung der englischen Klöster in königlichen, dann in privaten Besitz. Es befand sich unterhalb der Hochwasserspiegels und in einem entsprechenden Zustand befand sich das Herrenhaus. Dieses wurde u. a. ab 1603 (bis 1631) als Bordell unter dem Namen Holland’s Leaguer genutzt, benannt nach der Betreiberin Elizabeth Bess Holland, woran heute noch ein Straßenname erinnert (nicht zu verwechseln mit der gleichnamigen, 1547 verstorbenen Geliebten von Thomas Howard, 3. Duke of Norfolk). Bis 1595 hatte Langley 13 Wohnhäuser gebaut, von denen neun vermietet waren. Nach 1595 baute er auf dem Grundstück des Herrenhauses weitere Einheiten.

## Das Theater
Ingram vermutet, dass Langley das, nach dem Abebben einer zuvorigen Londoner Pestwelle im Juni 1594 wiedereröffnende, Rose Theater beobachtete und wie zahlreiche Besucher des Rose an den Paris Garden Stairs anlandeten und Erfrischungen im nahe gelegenen Falcon Inn (oder Falcon Tavern, ein Stammlokal William Shakespeares und seiner Schauspieler) genossen, bevor sie, an seinem Grundstück vorbei, zum Theater gingen. So beschloss er den Bau eines konkurrierenden Schauspielhauses. Auch konnte er die etwas unansehnliche, sumpfige Ecke des Grundstücks, auf dem sich bislang ein alter Mühlenteich befand, so einer wirtschaftlichen Nutzung zuführen. Laut Ingram kostete der Bau geschätzt 1.000 Pfund. Aus einer im November 1594 verfassten Protestnote, die der Lord Mayor of London an William Cecil, 1. Baron Burghley, den Berater von Queen Elizabeth und Lord High Treasurer verfasste, schließt Ingram, dass in jenem Jahr der Grundstein für das Swan Theater gelegt wurde. Dies vorausgesetzt, war es vermutlich 1595 vollendet. Es ist aber unklar, ob das Swan bereits im Jahr 1595 für Theaterstücke verwendet wurde. Gesichert ist, dass es 1596 eine Theaterkompanie gab, die im Swan spielte. Der Protest des Bürgermeisters war übrigens fruchtlos, da das Grundstück früher im Besitz der Krone war und er außerhalb der City of London keine Weisungsbefugnisse hatte.
Johannes De Witt, ein Niederländer, der um 1596 London besuchte, hinterließ in seinem, heute verschollenen, Manuskript „Observationes Londiniensis“ eine Beschreibung des Theaters: Aus dem Lateinischen übersetzt heißt es dort, dass das Swan „das feinste und größte Londoner Amphitheater sei“, mit einer Kapazität von 3.000 Zuschauern. Es wurde auf Feuerstein-Zement („flint concrete“) errichtet und seine hölzernen Säulen waren so kunstfertig bemalt, dass „sie den aufmerksamsten Beobachter glauben machen konnten, dass dies Marmor sei“ und so dem Swan eine „romanische“ Erscheinung gaben. De Witt zeichnete auch das Äußere des Theaters. Das Original ist verloren, aber eine Kopie, erstellt von Arendt van Buchell, ist erhalten; die einzige zeitgenössische Zeichnung eines Elisabethanischen Theaters, welche heute noch existiert. Es wird hierbei oft behauptet, dass in der Zeichnung die Lord Chamberlain’s Men abgebildet seien, welche im Sommer 1596 dort auftraten. Dies gilt aber als nicht gesichert. Theaterbesucher konnten das Theater auf dem Wasserweg erreichen und an den Paris Garden Stairs oder den Falcon Stairs anlanden.

## Der Theaterbetrieb
1597 wurde das Swan Theater von den Pembroke’s Men bespielt. Neue Mitwirkende des Ensembles waren Richard Jones, Thomas Downtown und ihr Leiter Edward Alleyn nachdem sie ihre Stellungen bei den Lord Admiral’s Men am konkurrierenden Theater The Rose verloren hatten. Im August 1597 kam es zum Eklat, als die Pembroke’s Men das Stück The Isle of Dogs, verfasst von Thomas Nashe und Ben Jonson, auf die Bühne brachten. In dieser heute verschollenen Satire wurden hochgestellte Persönlichkeiten der Politik verspottet, darunter – je nach Quelle – auch Henry Brooke, 11. Baron Cobham oder sogar die Queen. Jonson wurde inhaftiert, zusammen mit zwei weiteren Schauspielern der Aufführung, jedoch am 3. Oktober 1597 wieder aus der Haft entlassen. Langley, ohnehin schon im Hader mit dem Privy Council wegen Angelegenheiten, die jedoch nichts mit dem Theater zu tun hatten, verschärfte den Zwist noch, als er es zuließ, dass die Theaterkompanie das Stück noch einmal auf die Bühne brachte – und dies nach der königlichen Order alle Theateraufführungen zu unterlassen und sogar die Theater abzureißen. Womöglich betraf diese Direktive nur Langley alleine, die anderen Theaterensembles, wie den Lord Chamberlain’s Men und die Admiral’s Men, welche ab Oktober hierzu die Lizenz erhielten, wurde erlaubt auf die Bühne zurückzukehren. Das Swan führte jedoch auch ohne diese Erlaubnis seine Aufführungen fort. Zu diesem Zeitpunkt sind einige der Spieler, die zuvor beim Swan waren, zum Rose gewechselt. Da die Pembroke’s Men jedoch einen Vertrag mit Langley hatten, der ihnen verbot woanders als am Swan zu spielen, wurden die abgegangenen Schauspieler der Reihe nach von Langley verklagt. Die Schauspieler wiesen in ihrer Verteidigung darauf hin, dass dem Swan eine erforderliche Theaterlizenz fehle. Ab dem 19. Februar 1598 wurden auch die Behörden auf diesen Umstand aufmerksam und das Swan wurde nur noch sporadisch bespielt. Ein anderer Skandal erschütterte 1602 die Londoner Theaterwelt, als ein Richard Vennar ein neues Stück mit dem Namen „England’s Joy“ ankündigte, das am 6. November im Swan aufgeführt werden sollte. Vennar bewarb es damit, dass es eine „fantastische Geschichte zu Ehren Königin Elisabeths“ sei. Die Vorstellung war recht bald ausverkauft, jedoch kam das Stück nie zur Aufführung. Die Bürger waren sehr aufgebracht und vandalierten das Theater. Es entstand nicht nur ein materieller Schaden, sondern auch einer in der öffentlichen Wahrnehmung, von dem sich das Swan nie wieder so recht erholte.

## Das Ende
Weil sowohl das Gericht als auch die Stadt daran interessiert waren, die Anzahl der Schauspielerkompanien in London zu begrenzen und weil es mittlerweile in der Stadt viele große Veranstaltungsorte unter freiem Himmel gab, war dem Swan nur noch eine begrenzte Zeit beschieden. Zusammen mit dem umstrittenen The Isle of Dogs war das berühmteste hier uraufgeführte Stück „A Chaste Maid in Cheapside“ von Thomas Middleton, 1613 dargebracht von den wiedervereinigten Lady Elizabeth’s Men. Das Theaterhaus zeigt aber auch andere populäre Unterhaltungen, wie  Fechten („Swashbuckling Competitions“) und blutige Tierspektakel (Bearbaiting). Nach 1615 blieb das Swan fünf Jahre lang ungenutzt, wurde aber 1621 von einigen unbekannten Schauspielern für kurze Zeit erneut bespielt.
Als Philipp Henslowe 1613 sein Hope Theatre erbaute, orientierte er sich ausweislich der erhaltenen Bauzeichnungen eher an dem Swan als an seinem bestehenden Rose Theatre von 1587, das im Vergleich zum Swan unmodern erschien.
In den nachfolgenden zwei Jahrzehnten verfiel das Swan zusehends. In dem 1632 erschienenen Pamphlet „Holland’s Leaguer“, einer Satire, die die erst vor einem Jahr geendete Nutzung des Herrenhauses im Paris Garden als Bordell zum Inhalt hatte, wurde das Theater als „nun verfallen“ beschrieben, und „wie ein sterbender Schwan hängt es den Kopf und singt sein eigenes Trauerlied“. In nachfolgenden historischen Aufzeichnungen taucht das Swan Theatre nicht mehr auf.